# Штеффен Тіггес
Штеффен Тіггес (нім. Steffen Tigges, нар. 31 липня 1998, Оснабрюк, Німеччина) — німецький футболіст, нападник клубу «Кельн».

## Ігрова кар'єра

### Клубна
Штеффен Тіггес народився у місті Оснабрюк і займатися футболом почав у клубній академії місцевого однойменного клубу. У сезоні 2018/19 Тіггес разом з клубом виграв турнір Ліги 3 але контракт самого футболіста добігав кінця і по завершенню сезону він перейшов до дортмундської «Боруссії», де перший час грав у другому складі в Регіональній лізі.
У своєму другому сезоні в дублі «Боруссії» Туггес став капітаном команди. 3 січня 2021 року Штеффен Тіггес дебютував у матчах чемпіонату Німеччини, коли вийшов на заміну Ерлінга Голанда в матчі проти «Вольфсбурга». Також в тому сезоні нападник дебютував у матчах плей-оф Ліги чемпіонів.
Влітку 2022 року Тіггес перейшов до стану «Кельна». Першу офіційну гру у новій команді він провів 18 серпня у рамках Ліги конференцій. Сезон Тіггес закінчив як кращий нападник команди, забивши 6 голів. У сезоні 2023/24 разом з командою Тіггес вилетів до Другої Бундесліги але залишився грати в «Кельні».

### Збірна
У 2017 році Тіггес провів кілька матчів у юнацьких збірних Німеччини.